# Тафик, Хишам
Воспоминание
Хишам Тафик (англ. Hisham Tawfiq; род. 17 мая 1970, Нью-Йорк, США) — американский актёр, наиболее известный по роли Дембе Зума, ближайшего телохранителя Рэймонда Реддингтона в сериале Чёрный список (телесериал).

## Биография

### Ранние годы
Хишам родился в городе Нью-Йорке, Нью-Йорк. Он обнаружил свою любовь к искусству рассказывая стихотворение «I Know Why The Caged Bird Sings» Майи Энджелоу в средней школе. Тафик учился в афроамериканском ансамбле Театральной компании, известный обучением таких актёров как Дензел Вашингтон и Осси Дэвис. Его учителем также была Сьюзан Бастон (учитель Николь Кидман и Тома Хенкса).
До начала карьеры актёра, Тафик служил в Корпусе морской пехоты США. С 1994 по 1996, Тафик работал в качестве офицера в тюрьме Синг-Синг в городе Оссининг, штат Нью-Йорк, США. Также он служил пожарным в Пожарном департаменте Нью-Йорка.

## Карьера
Тафик снимался в фильме Gun Hill в роли капитана Сэнфорда, командующего целевой группой по борьбе с преступностью. На телевидении он играл в таких сериалах как Отбой, Закон и порядок: Преступное намерение, Закон и порядок: Специальный корпус, Короли, Везунчик, Студия 30 и в ремейке от телеканала NBC Айронсайд (2013).
В настоящее время играет роль Дембе в сериале Чёрный список (телесериал) на канале NBC. Начиная с 3 сезона включен в основной актёрский состав сериала.

## Фильмография

### Фильмы
| Год  | Фильм                         | Роль            |
| ---- | ----------------------------- | --------------- |
| 2014 | Gun Hill                      | капитан Сэнфорд |
| 2013 | Одним меньше                  | Джеймиэкэн Майк |
| 2010 | Пять минаретов в Нью-Йорке    |                 |
| 2011 | Crazy Beats Strong Every Time | Кофи            |
| 2010 | Зона контакта                 | Принц           |
| 2010 | Counterfeit                   | Малик           |
| 2010 | Say Grace Before Drowning     | Крис            |
| 2009 | Ноторуис                      |                 |

### Телевидение
| Год       | Сериал                                | Роль       | Примечания                                               |
| --------- | ------------------------------------- | ---------- | -------------------------------------------------------- |
| 2013-2023 | Чёрный список                         | Дембе Зума | Второстепенная роль (Сезон 1-2) Основная роль (Сезон 3-) |
| 2013      | Айронсайд                             |            |                                                          |
| 2013      | Везунчик                              |            |                                                          |
| 2012      | Студия 30                             |            | 2 эпизода                                                |
| 2011      | Отбой                                 |            |                                                          |
| 2010      | Закон и порядок: Преступное намерение |            |                                                          |
| 2009      | Короли                                |            | 5 эпизодов                                               |
| 2007-2008 | Закон и порядок: Специальный корпус   |            | 2 эпизода                                                |

### Театр
| Год | Пьеса              | Роль             |
| --- | ------------------ | ---------------- |
|     | Изюминка на солнце | Уолтер Ли        |
|     | Нижнее белье       | Джордж Армстронг |
|     | Игра солдат        | Хэнсон           |
|     | Потомки            | Кайл             |
|     | Bow Wow Club       | Сол              |
|     | Shaka Zulu         | Шака             |